# Manoir de la Mare
Le manoir de la Mare est un édifice situé sur le territoire de la commune de Saint-Manvieu-Norrey dans le département français du Calvados.

## Localisation
Le monument est situé dans le département français du Calvados, à Saint-Manvieu-Norrey au lieu-dit Ferme de la Mare.

## Histoire
Le fief de Saint-Manvieu-Norrey entre dans la famille Le Marchand au cours du XVIe siècle.
Le manoir est daté de la première moitié du XVIIe siècle, entre 1625 et 1627 pour les bâtiments subsistants.
Le commanditaire de l'édifice, Pierre Le Marchand, trésorier général de France dans la généralité de Caen, est issu d'une famille caennaise qui possédait également le fief d'Outrelaize à Gouvix. La construction s'étale de 1623 à 1632 selon les diverses plaques encore en place.
L'édifice comprend un hôpital au XVIIe siècle-XVIIIe siècle et une chapelle dédiée à sainte Anne est érigée.
L'édifice fait l'objet d'une inscription comme monument historique depuis le 30 août 2000 : sont protégés les trois cages d'escalier pourvus d'une plaque de fondation, quatre cheminées localisées au premier étage, la chapelle munie de peintures, le mur de clôture et le portail.
L'édifice sert à la fin du XXe siècle de ferme et de lieu d'enseignement privé le cours sainte Catherine de Sienne.

## Architecture
Le manoir possède un pavillon d'entrée et la cour comprend deux beaux bâtiments perpendiculaires d'une « architecture (...) austère et imposante (...) très représentative de l'architecture civile du début du XVIIe siècle du Bessin ».

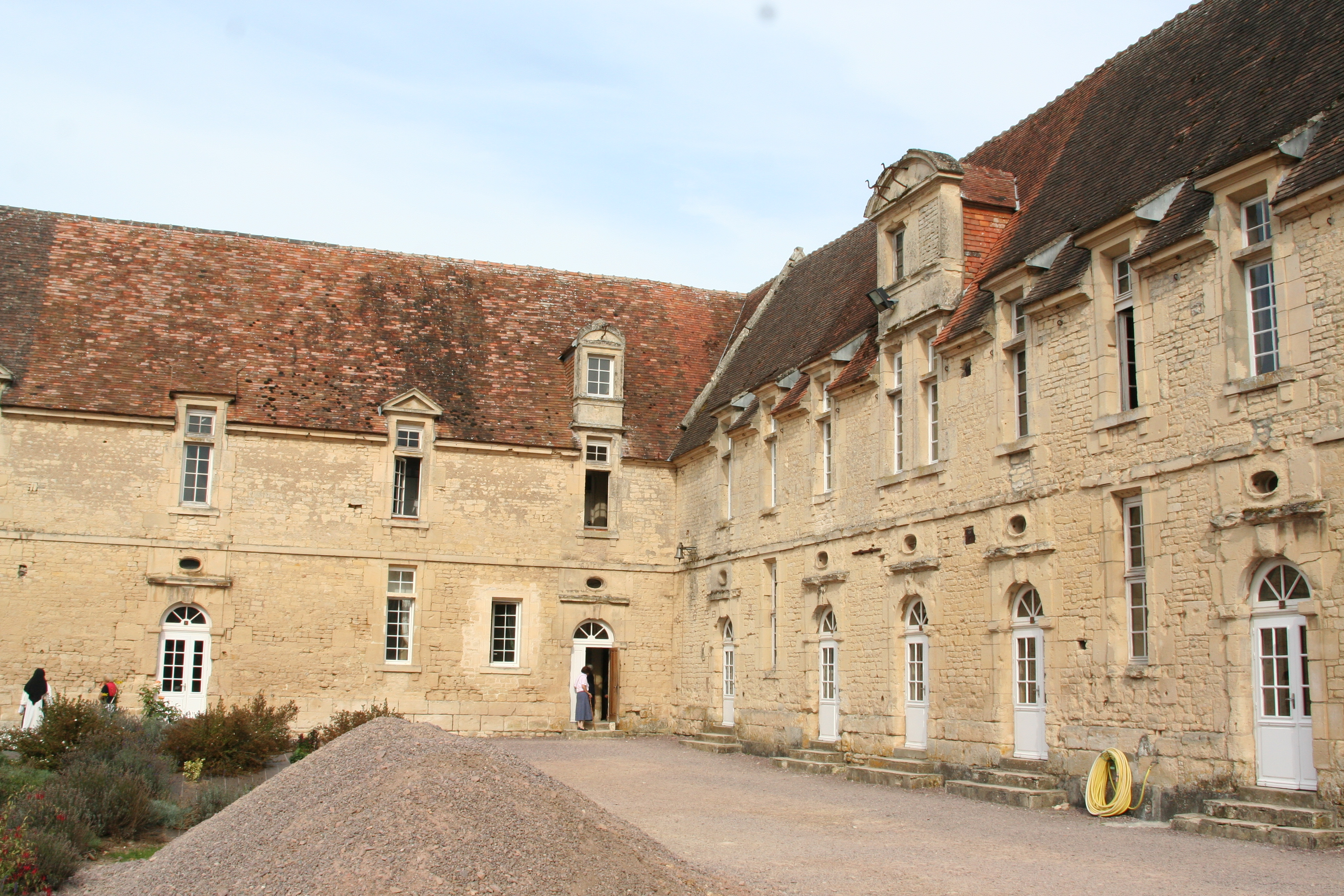
Bâtiments perpendiculaires de la cour
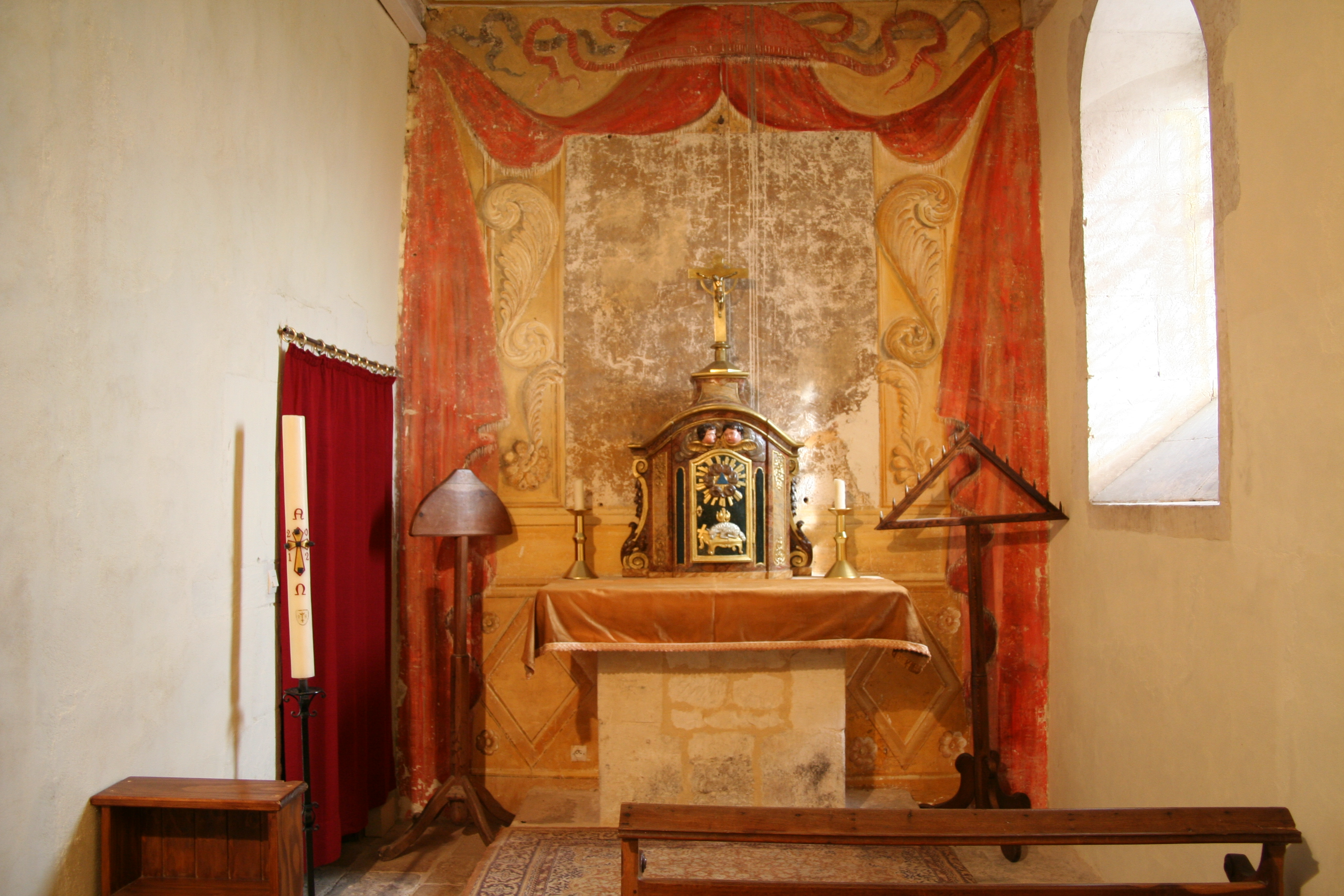
La chapelle
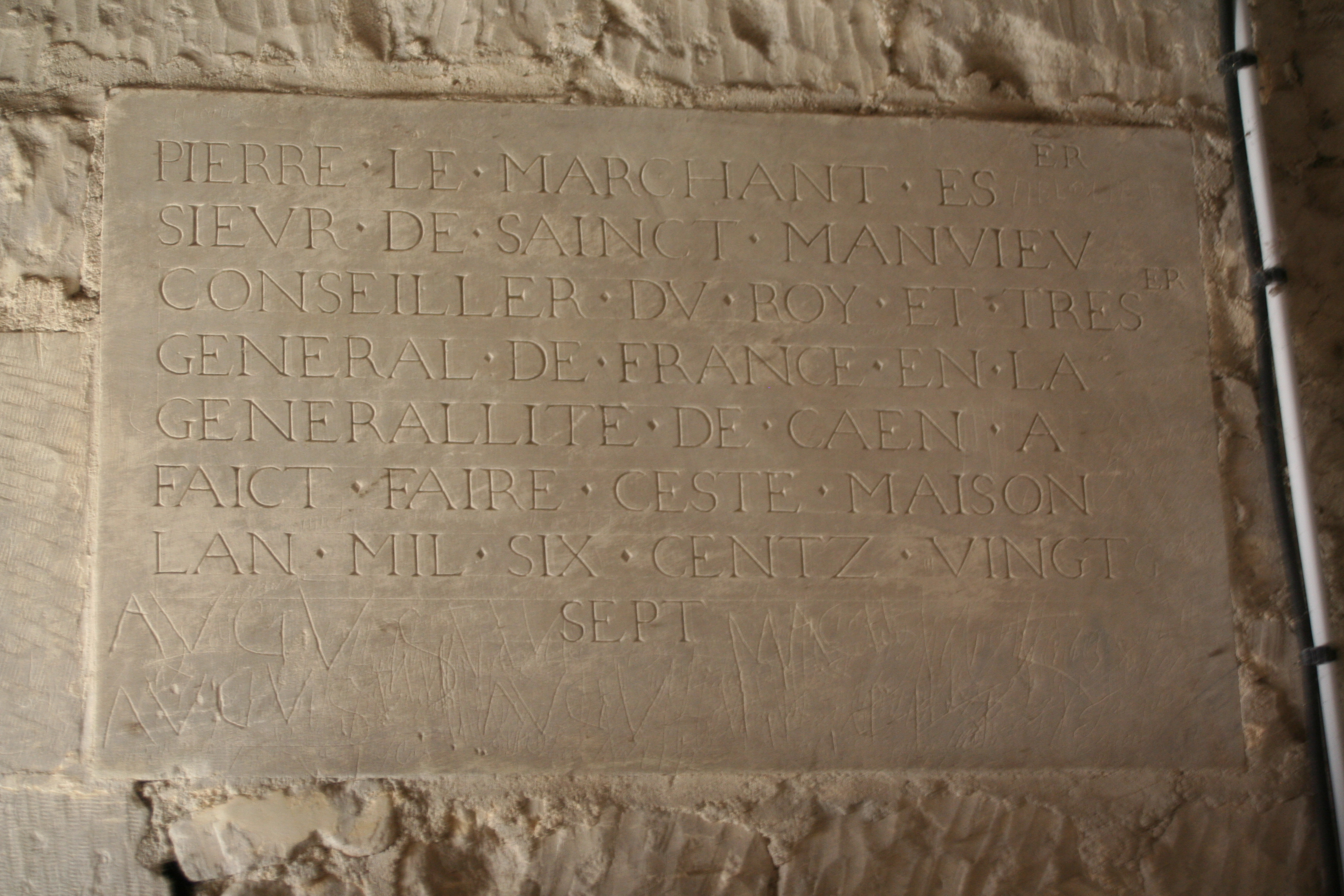
Plaque datée 1627
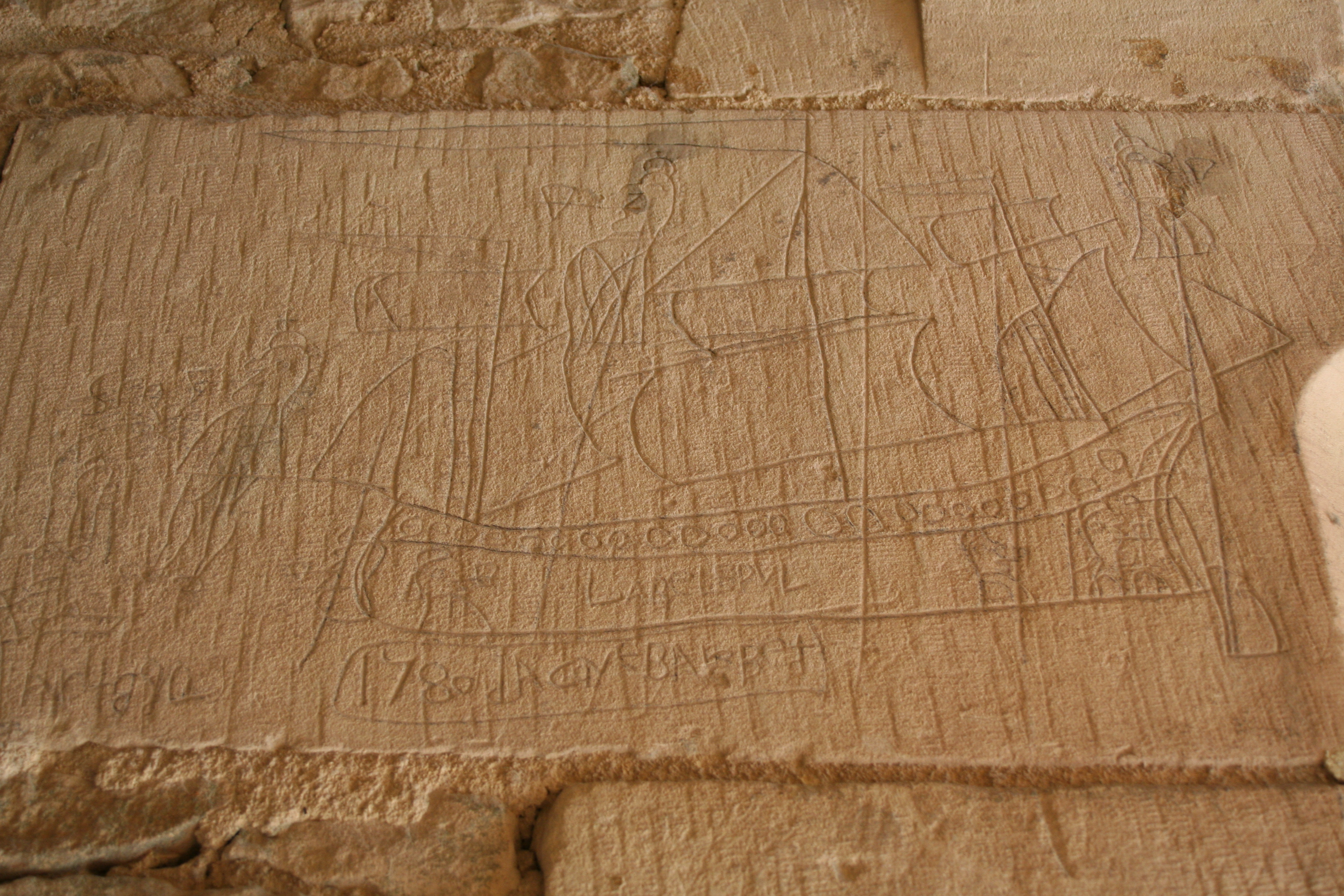
La Belle Poule (1765), Combat du 17 juin 1778, graffito au sein du manoir